# Mooning Over You
Mooning Over You (jap. うるわしの宵の月 Uruwashi no Yoi no Tsuki) ist eine Manga-Serie von Mangaka Mika Yamamori, die seit 2020 in Japan erscheint. Die romantische Shōjo-Geschichte über die Liebe eines gutaussehenden Jungen zu einem burschikosen Mädchen wurde unter anderem ins Deutsche und Englische übersetzt.  

## Inhalt
Die Oberschülerin Yoi Takiguchi ist groß, hat eine tiefe Stimme und ein hübsches Gesicht, sodass sie von vielen eher für einen Jungen gehalten wird. Auch ihre kurzen Haare und die guten Leistungen im Sport tragen dazu bei. So wird sie zum Schwarm einiger ihrer Mitschülerinnen und mit dem Spitznamen „Prinz“ gerufen. Mit ihrem Ruf und den Verehrerinnen ist sie jedoch unglücklich und hat nur wenige Freunde. Dann lernt sie Kohaku Ichimura kennen, einen älteren Mitschüler. Er nimmt, anders als die anderen, Takiguchi als Mädchen an, findet sie süß und teilt ihr seine Gefühle auch mit. Doch das verunsichert sie und es fällt ihr schwer, die Zuneigung ernst zu nehmen, denn ihre neue Bekanntschaft ist ebenfalls gutaussehend, beliebt und zudem aus reichem Hause.

## Veröffentlichung
Die Serie wird seit dem 21. Juli 2020 im Magazin Dessert in einzelnen Kapiteln veröffentlicht. Der Verlag Kodansha bringt den Manga seit Dezember 2020 auch in bisher neun Sammelbänden heraus (Stand: Mai 2025). Im Jahr 2021 wurde die Serie für den Manga Taishō nominiert, 2022 und 2023 dann für den Kōdansha-Manga-Preis in der Kategorie Shōjo.
Eine deutsche Fassung wird seit Mai 2023 von Crunchyroll in bisher sieben Bänden veröffentlicht (Stand: Oktober 2024). Die Übersetzung stammt von Carina Dallmeier. Edizioni Star Comics bringt eine italienische Version heraus und der amerikanische Ableger von Kodansha eine englische.